# 中路总管府
中路总管府是元朝早期在云南东部地区短暂设置的一个行政区划单位。至元七年（1270年）落蒙、罗迦、末迷三万户府合并为中路总管府，治落蒙，至元十三年（1276年）分为澂江路和曲靖路。